# Siège de Gondelour
Pour les articles homonymes, voir Bataille de Gondelour.
Guerre d'indépendance des États-Unis
Deuxième guerre de Mysore
Batailles
Le siège de Gondelour, ou siège de Cuddalore, a lieu du 7 juin au 25 juillet 1783, pendant la guerre d'indépendance des États-Unis et la deuxième guerre de Mysore.

## Déroulement
Le 7 juin 1783, les troupes britanniques du major-général James Stuart, commencent le siège de la ville de Gondelour. L'armée de Stuart est alors constituée d'une majorité de cipayes, du 101e régiment d'infanterie, des 73e et 78e régiments d'highlanders et de deux régiments hanovriens. Les Français, commandés par le maréchal de camp Charles Joseph Patissier de Bussy-Castelnau, disposent quant à eux de 3 000 hommes issus de la 3e légion de volontaires étrangers de la marine, du régiment d'Austrasie, des volontaires de l'île Bourbon et du régiment de Pondichéry. Ils sont appuyés par 2 200 cipayes.
Le 13 juin, les Britanniques s'emparent du fort, mais le 20 juin la flotte de l'amiral Suffren bat celle de l'amiral Edward Hughes à la bataille navale de Gondelour, ce qui permet aux Français de recevoir des renforts.
Le 29 juin 1783, la frégate parlementaire Médée apporte la nouvelle de la paix, entre la France et la Grande-Bretagne, qui sera ratifiée par le traité de Versailles et le traité de Paris. La suspension d'armes est immédiate.